# SNAS/DHL
SNAS/DHL (firmierend unter dem Namen DHL International Aviation Middle East) ist eine in Bahrain ansässige Frachtfluggesellschaft mit Sitz in Muharraq und Basis auf dem Flughafen Bahrain. Sie ist ein 100-prozentiges Tochterunternehmen der Deutschen Post AG.

## Geschichte
Die Fluggesellschaft wurde 1979 gegründet und nahm im gleichen Jahr ihren Betrieb auf.

## Flugziele
SNAS/DHL fliegt im Frachtflug-Streckennetz von Deutsche Post DHL im Nahen Osten einschließlich Afghanistans und des Irak.

## Flotte
Mit Stand März 2023 besteht die Flotte der SNAS/DHL aus zehn Frachtflugzeugen mit einem Durchschnittsalter von 23,8 Jahren:
| Flugzeugtyp        | Anzahl | bestellt | Anmerkungen                             |
| ------------------ | ------ | -------- | --------------------------------------- |
| Boeing 767-200BDSF | 02     |          |                                         |
| Boeing 767-323ER   | 08     |          | eine inaktiv; mit Winglets ausgestattet |
| Gesamt             | 10     | –        |                                         |

In der Vergangenheit wurde auch Flugzeuge des Typs Boeing 757-200F eingesetzt.

## Zwischenfälle
- Am 1. Juli 2002 kollidierte eine Boeing 757-200 auf einem Frachtflug der SNAS/DHL (Luftfahrzeugkennzeichen A9C-DHL) über Owingen bei Überlingen (Bodenseekreis) mit einer Tupolew Tu-154M der Bashkirian Airlines. Die beiden Insassen der Boeing wie auch alle 69 Insassen der Tupolew kamen ums Leben (siehe auch Flugzeugkollision von Überlingen).[4]